# Chociemyśl
Chociemyśl (niem. Dammfeld) – wieś w Polsce, położona w województwie dolnośląskim, w powiecie głogowskim, w gminie Kotla.

## Podział administracyjny
W latach 1954–1959 wieś należała i była siedzibą władz gromady Chociemyśl, po jej zniesieniu w gromadzie Bogomice. W latach 1975–1998 miejscowość należała administracyjnie do województwa legnickiego.

## Nazwa
W łacińskiej Liber fundationis episcopatus Vratislaviensis (pol. Księga uposażeń biskupstwa wrocławskiego) z 1295 r. miejscowość wymieniona jest pod nazwą Cozemyschle. 15 marca 1947 nadano miejscowości polską nazwę Chociemyśl.

## Demografia
W roku 1933 w miejscowości mieszkały 764 osoby, a w roku 1939 – 788 osób. 70 lat później (III 2011 r.) Chociemyśl zamieszkiwało 369 osób.

## Zabytki
Do rejestru zabytków Narodowego Instytutu Dziedzictwa wpisany jest:
- dom nr 1 z XVIII wieku.